# John Muir Way

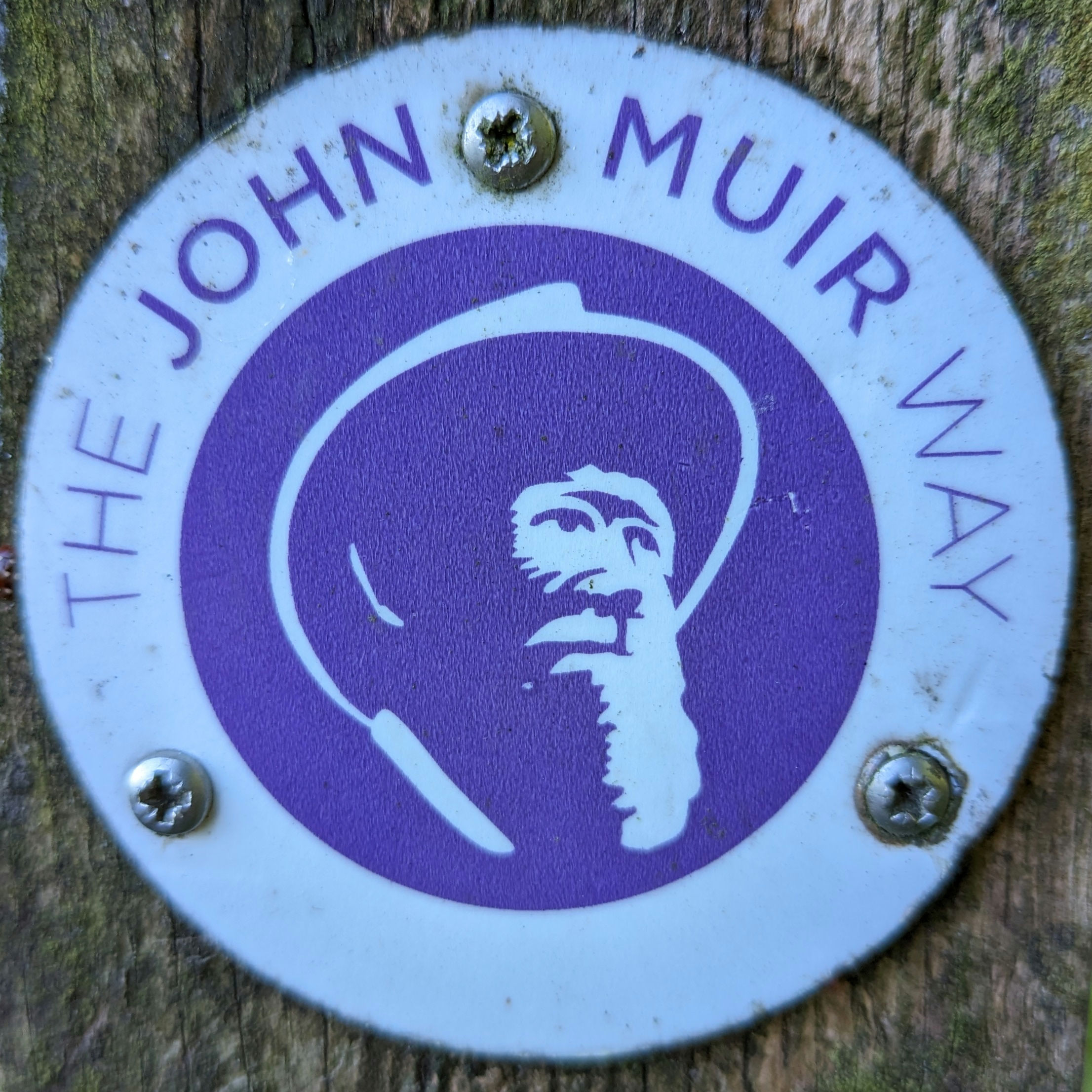

De John Muir Way is een langeafstandswandelpad (Great Trail) in Schotland. Het pad is 215 kilometer lang en loopt van Helensburgh tot Dunbar.